# Финале Купа европских шампиона 1968.
Финале Купа европских шампиона 1968. је била фудбалска утакмица у којој су се састали португалска Бенфика и енглески Манчестер јунајтед. Играно је на стадиону Вембли у Лондону пред 92.225 гледалаца. Оба тима су морала да прођу кроз четири рунде двомеча нокаут фазе да би стигла до финала; Бенфики је то било пето финале Купа шампиона, од којих су два победили, а прво Манчестер јунајтеду.
Обе екипе су биле близу у првом полувремену да постигну погодак али се завршило без голова. Потом је Манчестер јунајтед повео главом Бобија Чарлтона у осмом минуту другог полувремена; међутим, изједначио је Хаиме Граса у 79. минуту, те је меч отишао у продужетке. Манчестер јунајтед је потом постигао три гола за седам минута у продужетку; први је био гол Џорџа Беста, а затим је уследио ударац главом Брајана Кида на његов 19. рођендан. Чарлтон је постигао свој други гол у 99. минуту, када је Манчестер јунајтед тријумфовао резултатом 4-1 и постао први енглески клуб који је освојио Куп европских шампиона.

## Пут до финала
Резултати финалиста до финала су приказани укупно после два меча :
| - Бенфика - Прво коло — Гленторан 1 : 1 (пгг) - Осминафинала — Сент Етјен 2 : 1 - Четвртфинале — Вашаш 3 : 0 - Полуфинале — Јувентус 3 : 0 |  | - Манчестер јунајтед - Хибернијанс 4 : 0 - Сарајево 2 : 1 - Горњик Забже 2 : 1 - Реал Мадрид 4 : 3 |

## Утакмица

### Детаљи
| Бенфика   | 1–4 (п. с. н.) | Манчестер јунајтед                    |
| --------- | -------------- | ------------------------------------- |
| Граса 79’ | Извештај       | Чарлтон 53’, 99’ · Бест 92’ · Кид 94’ |

| Бенфика | Манчестер јунајтед |

| GK          | 1  | Жозе Енрике       |     |
| RB          | 2  | Адолфо Калишто    |     |
| CB          | 3  | Умберто Фернандеш | 20’ |
| CB          | 4  | Жасинто Сантош    |     |
| LB          | 5  | Фернандо Круж     |     |
| RM          | 6  | Хаиме Граса       |     |
| CM          | 7  | Марио Колуња (к)  |     |
| LM          | 8  | Жозе Аугушто      |     |
| RF          | 9  | Аугушто Тореш     |     |
| CF          | 10 | Еузебио           |     |
| LF          | 11 | Антонио Симоенш   |     |
| Измене:     |    |                   |     |
| GK          | 12 | Насименто         |     |
| Тренер:     |    |                   |     |
| Ото Глорија |    |                   |     |

| GK        | 1  | Алекс Степни     |
| RB        | 2  | Шеј Бренан       |
| LB        | 3  | Тони Дан         |
| RM        | 4  | Пет Креранд      |
| CB        | 5  | Бил Фоулкс       |
| LM        | 6  | Ноби Стајлс      |
| RF        | 7  | Џорџ Бест        |
| CF        | 8  | Брајан Кид       |
| CM        | 9  | Боби Чарлтон (к) |
| CB        | 10 | Дејвид Седлер    |
| LF        | 11 | Џон Астон        |
| Измене:   |    |                  |
| GK        | 12 | Џими Ример       |
| Тренер:   |    |                  |
| Мет Базби |    |                  |

| Играч утакмице: Џон Астон (Манчестер јунајтед) |